# Kálium-fumarát
A kálium-fumarát a fumársav káliummal alkotott sója. Képlete: K2C4H2O4. Vízben jól oldható.
Az élelmiszeriparban savanyúságot szabályozó anyagként, E366 néven használják. Napi maximum beviteli mennyisége 6 mg/testsúlykg. Nincs ismert mellékhatása. A szervezetben lebomlik.
Elsősorban cukrászipari termékekben, pékárukban, sütőporban alkalmazzák.